# Waschzettel
Waschzettel hat vier Bedeutungen, ist unter anderem ein der Öffentlichkeitsarbeit und der Werbekommunikation dienender Zettel mit knapp gefassten Informationen (fact sheet) für die Presse. – Insbesondere handelt es sich um ein seitens des Verlags einem Buch eingelegtes loses Blatt, das potentielle Rezensenten kurz und übersichtlich mit Hinweisen zu diesem Buch versorgt. Weil der Waschzetteltext auch auf einem Buchumschlag untergebracht werden kann, etwa als Klappentext, werden die Ausdrücke Waschzettel und Klappentext mitunter synonym gebraucht. – Auch die Packungsbeilage zu Medikamenten nennt man salopp Waschzettel.

## Wortgeschichte
Noch im 18. und in der ersten Hälfte des 19. Jahrhunderts bezeichnet „Waschzettel“ ein in einen Wäschestapel oder Wäschekorb gestecktes Stück Papier (den „Wäschezettel“) mit einer Liste (der „Wäscheliste“) von außer Haus zu waschenden Wäschestücken. Ein Waschzettel diente also ursprünglich der Information der Wäscherin.
In der zweiten Hälfte des 19. Jahrhunderts werden hieran – leicht spöttisch – anknüpfend zwei Termini der Werbekommunikation etabliert:
Zum einen bedeutet Waschzettel dann im Bereich von Marketing und Public Relations allgemein eine „kurze schriftliche Presseinformation“, also beispielsweise ein auf einer Pressekonferenz oder am Rande eines Vortrags ausgegebenes Handout (Thesenpapier).
Zum anderen gibt es im Bereich der Buchkultur spätestens seit 1873 die übertragene Bedeutung: ‚einem Buch eingelegter Werbeprospekt‘, „Begleitreklame“, die vornehmlich der Information der Presse und der journalistischen Kritiker durch einen Buchverlag dient. In onomasiologischer Hinsicht ist in der Gegenwart als alternative Bezeichnung für beide Begriffe der Amerikanismus Blurb in Gebrauch.
Und seit einigen Jahrzehnten heißen umgangssprachlich auch Packungsbeilagen von Arzneimitteln Waschzettel.

## Öffentlichkeitsarbeit, Public Relations, Marketing
In der Presse- und Öffentlichkeitsarbeit fungiert der Waschzettel als schriftliche Pressemitteilung. Er adressiert die Redaktionen diverser Medien in sehr knapper Form – als fact sheet mit bullet points und möglichst auf ein einziges Blatt passend. Damit stellt er ein Angebot an Journalisten dar, das diese umstandslos aufgreifen und – als Textbausteine, verändert oder unverändert – weiterverbreiten können. Der Waschzettel entspricht der Annahme und Devise: „Journalisten lieben Vorlagen. Vorbereitete Texte verbessern Ihre Chance auf ausführliche und positive Berichterstattung enorm“, wie es in einem Kommunikationsratgeber heißt.
Die Methode der „Beeinflussung der Presse“ durch „Waschzettelmänner“ ist bereits im 19. Jahrhundert eingebürgert. Die einschlägigen Praktiken stehen zunächst im Zusammenhang politischer Kommunikation, besonders von Regierungsseite. Der Begriff kommt also auf, um ein Instrument regierungsamtlicher bzw. regierungs-halb-amtlicher Öffentlichkeitsarbeit zu bezeichnen: Waschzettel sind „die officiösen Beeinflussungsnachrichten, welche von der Regierung der Presse zur Abfertigung übergeben werden.“ Ganz im Sinne dieses operativen Vorgehens setzte 1970 im Kabinett Willy Brandt der Minister Horst Ehmke durch, „dass allen Kabinettsvorlagen ‚Waschzettel‘ beigefügt werden, die eine Sprachregelung für Verlautbarungen des Bundespresseamtes enthalten‘.“ Aber selbstverständlich bleibt der Waschzettel nicht auf den Gebrauch seitens Regierungsvertretern beschränkt, sondern er kommt bei der akzentuierten Präsentation jeglicher politischer Akteure, Parteien, Fraktionen, Bürgerinitiativen, NGOs usw. zum Einsatz.
Auch für Werbung, Marketing und Unternehmenskommunikation ist der Waschzettel als zur Veröffentlichung bereitgestellte „Übersicht mit den wichtigsten Zahlen und Fakten“ bzw. „Zusammenstellung der zentralen Aussagen“ ein probates Kommunikationsmittel. Er kann der kondensierten Vorstellung von Hauptcharakteristika einer neuen Produktlinie, eines neuen Führungspersonals oder einer neuen Unternehmensstrategie u. ä. dienen. Dabei fügt er sich als Darstellungsmittel in den Rahmen einer umfassenderen differenzierten Informationsvergabe ein; Briefings, Pressekonferenzen, ganze Pressemappen mit ausführlich formulierten Texten, Bildmaterial, Diagramme u. ä. flankieren ihn und vice versa. Als Text mit Halbfabrikatscharakter adressiert er primär professionelle Weiterverarbeiter und -verbreiter von Information, weniger das allgemeine Publikum; auf einer Website wird er daher möglicherweise in einem zugangsbeschränkten Bereich vorgehalten.

## Buchkultur und Literarisches Leben
Eine besondere Bedeutung hat der Waschzettel in der modernen Buchkultur mit ihrem Verlagswesen und im Literarischen Leben. In diesem Zusammenhang ist er buchwissenschaftlich definiert als
„eine Veröff.[entlichung] eines Verlages, die bei der Erstveröff.[entlichung] eines Werks denjenigen Ex.[emplaren] beigefügt wird, die als Besprechungsex.[emplare] an Zeitschriften- und Zeitungsredaktionen sowie persönlich an Buchkritiker versandt werden, um sie über Inhalt und Zweck des Buches zu unterrichten.“
Ein- oder doppelseitig bedruckt, informiert er über den Inhalt, Charakter und Verfasser der Neuerscheinung sowie über deren Ausstattung. Die Abmessungen des Waschzettelblatts fallen, weil es dem Buch eingelegt wird, regelmäßig etwas geringer aus als das Papierformat des betreffenden Titels.
Der Waschzetteltext rührt fast immer vom Verlagslektor her. Weil es der Verlag bzw. der Verleger ist, der diesen Text verantwortet, ist darin vom Verfasser des angezeigten Buchs grammatisch in der Dritten Person die Rede. Auch wenn, wie es in manchen Fällen geschieht, der Verlag dem Buchautor die eigenhändige Abfassung des Waschzetteltextes einräumt, will es die Sprachkonvention, dass in der Dritten statt in der Ersten Person formuliert wird.
Im üblichen Produktionsprozess geht der Waschzetteltext häufig auf die allererste Beschreibung zurück, die der Verlagslektor von einem neuen Titel anfertigt: das fact sheet, das den Verlagsvertretern an die Hand gegeben wird, um Buchhandlungen zu motivieren, die Neuerscheinung in ihr Sortiment aufzunehmen. Das fact sheet bildet die Basis sowohl für die Verlagsvorschau als auch für den Waschzettel und dieser ist mit ihm daher unter Umständen teilweise textidentisch. Als obligate Elemente eines Waschzettels sind aufzuführen:
„die bibliografischen Angaben, also der Autorenname, der Haupttitel und der Untertitel des Werkes, das Format, der exakte Umfang, die Zahl der Abbildungen und der Ladenpreis […]. Darüber hinaus muss der Waschzettel eine knappe Inhaltsangabe enthalten sowie eine Würdigung des Buchs.“
Zum Register fakultativer Elemente gehören außerdem: eine Porträtfotografie des Autors; die Nennung weiterer seiner Werke; ein von einer möglichst renommierten, reputierlichen oder prominenten Instanz stammendes, das Werk oder seinen Autor lobendes Diktum (ein Testimonial); desgleichen eine Textprobe aus dem präsentierten Buch.

### Der Waschzettel in der Kritik
Waschzettelproduktion ist als ‚Lob auf Bestellung‘ heteronome Auftragskommunikation und wird als solche literarisch wenig geschätzt. Dass jemand als Virtuose dieses Genres gefeiert wird, wie Roberto Calasso durch Michael Krüger, bleibt die Ausnahme. Stattdessen begegnen dem Waschzettel typischerweise skeptische Vorbehalte und auch prinzipielle Ideologiekritik.
Den Waschzettel kennzeichnet ein Doppelcharakter, der aus den beiden an ihn gerichteten Anforderungen resultiert: Einerseits soll er eine „sachliche Charakteristik“ des Buchs vorsehen, andererseits aber muss er das Buch würdigen, empfehlen, für seine Aufnahme werben sowie, vermittelt über den angesprochenen Rezensenten, „zum Kauf anreizen.“ Und er steht immer im Verdacht, die damit gegebene Spannung nach der Seite der Reklame hin aufzulösen. Man unterstellt ihm ungerechtfertigte Superlative, Prahlerei, „überdrehte Formulierungen“ und empfiehlt dagegen die „literaturkritische Bauernregel: je üppiger der Waschzettel, desto bescheidener der Text“ des Buchs, auf das er sich bezieht. Entsprechende kulturkritische Diagnosen gehören zur Begleitmusik jeder Buchmesse.
Ein weiterer, grundsätzlicher, Vorbehalt gegenüber dem Waschzettel richtet sich auf dessen Verwendung durch die Kritik. In der Literatur zum Thema finden sich mokante Bemerkungen wie: Die Provinzpresse „druckt […] das vom Verlag gelieferte Material nach: den Waschzettel, heute meist deutlich diskret ‚Besprechungsunterlage‘ genannt“. „Der W.[aschzettel] soll dem Rezensenten Material für seine Besprechung an die Hand geben. Er wird jedoch häufig unverändert abgedruckt.“ „Manche Ztg.[en] drucken den W.[aschzettel] unverändert als Besprechung ab.“ Peter Glotz kam in seiner Untersuchung der Buchkritik in deutschen Zeitungen zum Ergebnis: „Viele Kritiken sind beeinflußt von der Werbung der Buchverlage; Waschzettel und Klappentext sind vielbenutzte Vorlagen für die ‚Kritik‘.“ Und Alfred Andersch hat trocken bemerkt: „Es bekäme dem deutschen Rezensionswesen, wenn es sich angewöhnen würde, zwischen Waschzettel und Buchtext stärker zu unterscheiden.“ Die vom Waschzettel-Adressanten (Absender) ja nicht nur anheimgestellte, sondern durchaus gewollte ungekennzeichnete Übernahme des Waschzetteltextes in die Buchrezension irritiert die Normen intellektueller Redlichkeit und geistigen Eigentums. Der Waschzettel und die mit ihm verbundenen Praktiken stehen für eine beunruhigende Transitivität zwischen verlegerischer Reklame und kritischer Kommunikation, die das Ethos der Kritik mit seinen Kriterien der Unabhängigkeit und Autopsie korrumpieren kann.

### Buchgeschichtliche Konvergenz von Waschzettel und Klappentext
In der deutschsprachigen Literatur- und Buchwissenschaft besteht man i. d. R. auf der Unterscheidung von Waschzettel und Klappentext. So heißt es im viel konsultierten Sachwörterbuch der Literatur am Ende des Artikels Waschzettel: „Oft auch fälschlich für Klappentext.“ Und entsprechend dekretiert das Sachlexikon des Buches: „Klappentexte sind vom W.[aschzettel] zu unterscheiden.“ Hingegen trägt das Lexikon des gesamten Buchwesens dem Alltagssprachgebrauch Rechnung, wenn es festhält: „Gelegentlich wird auch der ‎Klappentext als W.[aschzettel] bezeichnet.“
Buchgeschichtlich sind beide unterschiedlichen Ursprungs und leisten sie Verschiedenes. Der Klappentext evoluiert zusammen mit dem Buchumschlag. Das Cover, nicht umsonst auch heute noch Schutzumschlag genannt, besteht zunächst in einer einfachen Papier-Verpackung, die etwa der Schonung einer Buchdecke aus empfindlichem Material diente. Sie mit der Bezeichnung des Verpackten zu bedrucken und darüber hinaus als Werbeträger zu nutzen, lag nahe und geschieht, zunächst in England, seit den 1830er Jahren. Das Cover wird unterschiedslos allen Exemplaren beigegeben. Adressaten des auf ihm dann seinen Platz findenden Klappentextes sind Buchhändler sowie -käufer und mit ihnen das allgemeine Publikum. – Der ebenfalls im 19. Jahrhundert aufkommende Waschzettel hingegen dient der Spezialkommunikation des Verlags mit Akteuren des Pressewesens. Seine Adressaten sind als Multiplikatoren angesprochene potentielle Rezensenten, die selektiv mit Besprechungsexemplaren von Erst- oder Neuausgaben bedacht werden. D. h. der Waschzettel ist einem exklusiv-schmalen Expertenpublikum vorbehalten. Seine Auflagenzahlen liegen demgemäß weit unter denjenigen der beworbenen Bücher.
Gerade in historischer Perspektive wäre eine Gleichsetzung daher falsch. Doch ist zu konstatieren, dass der Begriffsgebrauch der internationalen Forschung ebenfalls auf die strikte Unterscheidung von Waschzettel und Klappentext verzichtet. Umfasst doch der englischsprachige Ausdruck blurb beides: „a seperately printed endorsement or a precis on the outside cover of a work“ („einen separat gedruckten, empfehlenden Vermerk oder einen kurzen Abriss auf der Außenhülle eines Buchs“), also sowohl einen als Beilage eingelegten Waschzettel als auch einen Text auf dem Schutzumschlag. Das ist sachlich gerechtfertigt, denn: „the blurb can travel around the book“. Ein „Waschzetteltext“ ist insofern ‚mobil‘, als er von einem separat gedruckten und dem Buch eingelegten Zettel, also dem Waschzettel im materiellen Sinn, als Klappentext auf eine der Umschlagklappen (U 2 und U 3) wandern kann und von dort wiederum – wie häufig im Falle einer folgenden Taschenbuchausgabe – auf die Umschlagrückseite (U 4) oder auf die Frontispizseite. In der Buchkultur der Gegenwart gibt es überdies auch die umgekehrte Bewegung: Ein materialiter in der Art des traditionellen Waschzettels gehaltenes Einzelblatt wird der gesamten Auflage eingefügt, adressiert also – wie ein Klappentext – Buchhandlungsbesucher und Leserschaft insgesamt. Viele Bücher von Hans Magnus Enzensberger z. B. führen solche Informationsblätter mit sich, dann nämlich, wenn das Buchdesign keinen Umschlag bereitstellt, der geeignet wäre, einen Klappentext aufzunehmen. In diesem Fall wandert der werbende Text vom Umschlag- bzw. Klappentext zum Waschzettel. – In der gegenwärtigen Buchkultur gilt der Unterschied also keineswegs unbedingt.

### Geschichte und Theorie des Waschzettels („Leprière d’insérer“) bei Gérard Genette
Eine komplette Geschichte des Phänomens hat 1987 Gérard Genette im Rahmen seiner Theorie der Paratextualität schematisch skizziert. Auch er fasst den Waschzettel keineswegs im o. g. engeren Sinn, also etwa nur als in ein Rezensionsexemplar eingelegtes Blatt. Im Gegenteil schlägt er ihn als Oberbegriff für eine Reihe von auf ein Buch bezogenen Kurzwerbetexten vor (insofern dem o. g. Begriff Blurb ähnlich); seine Definition des Waschzettels lautet:
„ein kurzer Text […], der durch ein Resümee oder jedes andere Mittel auf meistens lobende Weise das Werk beschreibt, auf das er sich bezieht – und dem er seit gut einem halben Jahrhundert auf die eine oder andere Weise beigefügt ist.“ (Genette: Paratexte, S. 103)
In der modernen Buchgeschichte unterscheidet Genette grosso modo vier Phasen, in denen der so verstandene Waschzettel jeweils unterschiedliche Gestalt annimmt: Die erste, für das 19. Jahrhundert charakteristische Form ist diejenige, von der der französische Waschzettel seinen Namen hat: Le  prière d’insérer („Die Bitte um Einfügung“). Das ist ein für ein Buch werbender Text, den ein Verleger mit dem Ansinnen, ihn in die Zeitungsspalten einzurücken, an eine Redaktion übermittelt. (S. 104) – In der zweiten, mit der ersten Hälfte des 20. Jahrhunderts datierenden Phase erhält der prière d’insérer sodann die Form des separat gedruckten, einem Rezensionsexemplar beigegebenen – in Frankreich eingehefteten – Informationszettels. Anders als die Vorgängerform ist diese Form des prière d’insérer weder zur umstandslosen Publikation bestimmt noch inklusiv an das Insgesamt des Publikums gerichtet, sondern sie dient diskret der exklusiven Orientierung von Rezensenten. (S. 106 f.) – In der dritten Etappe, den beiden Jahrzehnten nach dem Zweiten Weltkrieg, behält der Waschzettel zwar seine materiale Beschaffenheit, doch verliert er, weil nun häufig in alle Buchexemplare einer Auflage geheftet, seinen exklusiven Status. (S. 108) Im letzten, dem vierten Stadium, beginnend mit dem „goldenen […] Zeitalter des Umschlagwaschzettels oder Klappentextes“ in den 1960er und 1970er Jahren (S. 110), vermag er schließlich „in der ganzen Welt“ die Buchumschlagseiten zu okkupieren. (S. 108)
Die Paratextforschung untersucht, welche verbalen oder anderweitigen Begleittexte („Beiwerk“) einen Text in Gestalt eines Buchs präsentieren. Das Feld der hierzu dienlichen Paratexte unterteilt Genette an erster Stelle in Peri- und Epitexte. Peritexte sind diejenigen Paratexte, die unmittelbar an und mit dem Buchobjekt selbst gegeben sind. Epitexte hingegen solche, die räumlich und zeitlich entfernt vom Buch zirkulieren. In dieser Begrifflichkeit rekapituliert und kommentiert Genette die referierte Geschichte des Waschzettels folgendermaßen:
Die „Verlagerung des außertextuellen Epitextes (Mitteilung an die Presse) in den flüchtigen Peritext (Beilage für die Kritik und später für jedermann) und schließlich in den dauerhaften Peritext (Umschlag) stellt als solche sicherlich eine Rangerhöhung dar“. (S. 108)
Mit anderen Worten: die lange Geschichte des Waschzettels ist der Prozess einer vorsichtig-zögernden schrittweisen Annäherung des Werbetextes an das Buch, bis dieses ihn sich schließlich als legitimen Bestandteil einverleibt. Ließ die epitextuelle Nachricht des Verlegers an die Zeitung das Buch selbst noch ganz unangetastet, so erhält der Werbetext als Zettelbeigabe zum Buch zwar peritextellen Status. Aber dass er eingelegt oder eingeheftet wird, markiert ihn deutlich als hinzugefügte Äußerlichkeit. Auch wenn sich sodann der mit dem Werbetext versehene Schutzumschlag dem Buch eng anschmiegt, bleibt er doch leicht zu entfernen, insofern ähnlich „flüchtig“ wie der zwischen die Buchseiten gesteckte Zettel. Erst auf dem – anders als ein bloßer Schutzumschlag – mit dem Buchkörper fest verbundenen Buchumschlag tritt der Waschzettel vollgültig in den Peritext ein. Sodass das kulturell hochgeschätzte Buch sich dann endlich mit der ihm geltenden Reklame angefreundet hat – was umgekehrt für den Waschzettel eine Aufwertung bedeutet. (S. 108)

### Probleme der Forschung
Die Erforschung der Geschichte des Waschzettels hat neben dem oben erläuterten konzeptuellen vor allem ein Empirie- bzw. historisch-philologisches Quellenproblem. Es liegt in der Seltenheit (besonders der nur für Rezensenten vorgesehenen Exemplare) sowie dem kurzlebigen (ephemeren), abfallnahen Charakter des Gegenstandes begründet (Schutzumschläge z. B. werden von den meisten öffentlichen Bibliotheken umstandslos abfallentsorgt). „Private Sammler könnten […] der Forschung behilflich sein, da es solche [archivischen] Sammlungen sicherlich gibt.“ (Genette: Paratexte, S. 107) Im Übrigen sind Untersuchungen auf sorgfältig gepflegte Verlags- und Literatur-Archive angewiesen.